# Championnat d'Islande de football de deuxième division 1981
Navigation
Saison précédente Saison suivante
La saison 1981 de 2. Deild était la 27e édition de la deuxième division islandaise. Les 10 clubs jouent les uns contre les autres lors de rencontres disputées en matchs aller et retour.
Les 2 premiers du classement en fin de saison sont promus en 1. Deild, tandis que les 2 derniers sont relégués en 3. Deild.
L'ÍB Isafjörður accède de nouveau à la première division après 19 ans passés dans les divisions inférieures. Quant au club d'Hafnarfjörður, il continue sa descente aux enfers puisque 2 ans après une rétrogradation en 2. Deild, il finit cette saison dernier et se voit relégué en 3. Deild.

## Compétition

### Classement
Le barème de points servant à établir le classement se décompose ainsi :
- Victoire : 2 points
- Match nul : 1 point
- Défaite : 0 point

| Rang | Équipe               | Pts | J  | G  | N | P  | Bp | Bc | Diff |
| ---- | -------------------- | --- | -- | -- | - | -- | -- | -- | ---- |
| 1    | ÍBK Keflavík R       | 28  | 18 | 13 | 2 | 3  | 38 | 12 | +26  |
| 2    | ÍB Isafjörður        | 27  | 18 | 12 | 3 | 3  | 34 | 18 | +16  |
| 3    | þrottur Reykjavik R  | 21  | 18 | 7  | 7 | 4  | 22 | 13 | +9   |
| 4    | Reynir Sandgerði P   | 21  | 18 | 8  | 5 | 5  | 20 | 16 | +4   |
| 5    | Fylkir Reykjavik     | 19  | 18 | 8  | 3 | 7  | 23 | 18 | +5   |
| 6    | Völsungur Húsavík    | 17  | 18 | 6  | 5 | 7  | 21 | 20 | +1   |
| 7    | UMF Skallagrimur P   | 15  | 18 | 5  | 5 | 8  | 20 | 21 | -1   |
| 8    | þrottur Norðfjörður  | 13  | 18 | 4  | 6 | 8  | 16 | 23 | -7   |
| 9    | UMF Selfoss          | 9   | 18 | 3  | 3 | 12 | 10 | 36 | -26  |
| 10   | Haukar Hafnarfjörður | 9   | 18 | 2  | 5 | 11 | 19 | 46 | -27  |

|  | Promu en 1. Deild      |
|  | Relégation en 3. Deild |

## Bilan de la saison
| Promotion et relégation |                                  |
| Relégué en 3. Deild     | UMF Selfoss Haukar Hafnarfjörður |
| Promu en 1. Deild       | ÍBK Keflavík ÍB Isafjörður       |

## Meilleurs buteurs
| # | Buteurs            | Clubs             | Nb de Buts |
| - | ------------------ | ----------------- | ---------- |
| 1 | Oli þor Magnusson  | ÍBK Keflavík      | 10         |
| 2 | Olgeir Sigurðsson  | Völsungur Húsavík | 9          |
| 2 | Steinar Johannsson | ÍBK Keflavík      | 9          |
| 2 | Omar Björnsson     | Reynir Sandgerði  | 9          |
| 5 | Omar Egilsson      | Fylkir Reykjavik  | 8          |
| 5 | Ragnar Margeirsson | ÍBK Keflavík      | 8          |